# Семёновский (Удмуртия)
Семёновский — деревня в Глазовском районе Удмуртии, в составе Качкашурского сельского поселения.

## География
Расположена на левом берегу реки Сепыч, в 5 км к востоку от Глазова и в 143 км к северу от Ижевска. С юга к деревне примыкает посёлок Дома 1169 км при остановочном пункте 1169 км на ж.-д. линии Киров — Балезино.
Улицы деревни:
- Железнодорожная
- Ольховая
- Парковая

## Население
| 2007 | 2010 | 2012 | 2015 |
| ---- | ---- | ---- | ---- |
| 37   | ↗43  | ↗46  | ↘45  |